# Chikkahejjaji, Dod Ballapur
Chikkahejjaji là một làng thuộc tehsil Dod Ballapur, huyện Bangalore Rural, bang Karnataka, Ấn Độ.